# سگ دشتی یوتا
سگ دشتی یوتا (نام علمی: Cynomys parvidens) نام یک گونه از سرده سگ دشتی است.